# مایکل دی هیگینز
مایکل دانیل هیگینز (به ایرلندی: Mícheál D. Ó hUiginn) (به انگلیسی: Michael Daniel Higgins) (زاده ۱۸ آوریل ۱۹۴۱) شاعر، جامعه‌شناس، نویسنده و رئیس‌جمهور ایرلند است که در روز جمعه ۲۶ اکتبر ۲۰۱۸ برای بار دوم به ریاست‌جمهوری ایرلند برگزیده شد. هیگینز با کسب ۸۲۲,۵۶۶ رأی و به‌دست آوردن ۵۶ درصد آرا برنده انتخابات شد. از انتخابات ۱۹۶۶ برای اولین بار است که یک رئیس‌جمهور دو دوره انتخاب می‌شود. دومین دوره ریاست‌جمهوری هیگینز از ۱۱ نوامبر ۲۰۱۸ آغاز شد. 
وی وزیر هنر و فرهنگ ایرلند بین سال‌های ۱۹۹۳ تا ۱۹۹۷ بود. او همچنین رئیس حزب کارگر بین سالهای ۲۰۰۳ تا ۲۰۱۱ بوده است. مایکل دی هیگینز از سال ۲۰۱۱ رئیس جمهور ایرلند است. بر پایه قوانین جمهوری ایرلند، رئیس‌جمهور برای یک دورهٔ هفت ساله انتخاب می‌شود و تنها دو بار می‌تواند به این سمت انتخاب شود.